# 卡洛·杰苏阿尔多
卡洛·杰苏阿尔多（義大利語：Carlo Gesualdo，1566年3月8日—1613年9月8日），韦诺萨亲王、孔扎（Conza）伯爵。意大利文艺复兴晚期杰出的作曲家、鲁特琴演奏家。

## 生平
作为韦诺萨亲王，卡洛·杰苏阿尔多是在各种贵族特权的拥护下成长起来的，他生于那不勒斯，因其善奏魯特琴的緣故，使他當時在義大利頗負盛名。由于他并非家中长子，他起初并不需要为娶妻生子而烦恼。1585年，他的兄長突然逝世，卡洛繼承亲王宝座，但也同时造就他日後的悲剧性婚姻——他的未婚妻d'Avalos不仅是他表妹，并且已经结过两次婚。卡洛嘗試接受這場婚姻，但不久後他却发现妻子竟然与安德里亚公爵有私情，恰好这时d'Avalos生了一个儿子，卡洛无论如何也不相信這孩子是他的，於是他命人将这对奸夫淫妇连同孩子一起捉拿到他面前，把3人全部处死，还将他们的尸体公开示众。卡洛的暴行使整個義大利為之震驚，他自己也受到了一定程度的精神創傷，但其生活並沒有產生什麼太大的變化。1594年他搬到费拉拉，后又返回杰苏阿尔多城堡。晚年他飽受抑郁症的折磨，於1613年逝世。

## 音乐
他于1594年出版了两卷牧歌集子，正是这些的牧歌确立了他的日后盛名，接下来的几年间，他又发表了两卷牧歌集，1611年又发表了两卷。此外杰苏阿尔多的作品还包括一些宗教音乐等。他的音乐风格有着高度的半音化特征以及怪异的和声，这在当时相当超前。他的个人经历很有可能是他音乐充满了怪诞和阴暗色彩的重要原因。

## 后世影响
杰苏阿尔多的音乐在20世纪越来越受重视，很多艺术家都对其表现出浓厚的兴趣：
- 斯特拉文斯基曾整理改编过杰苏阿尔多的作品。
- 杰苏阿尔多的人生经历曾被写成各种体裁的文学作品，以及搬上歌剧舞台或改编为其他形式的戏剧作品，包括俄罗斯先锋派作曲家施尼特凯的歌剧以及德国导演韦纳·荷索为ZDF制作的电影等。